# Аборино (Московская область)
```
| год переписи             = 
2010

| плотность                =
| агломерация              =
| национальный состав      =
| конфессиональный состав  =
| этнохороним              =
| почтовый индекс          = 142440
| почтовые индексы         =
| телефонный код           =
| цифровой идентификатор   = 46239804003
| цифровой идентификатор 2 = 46639402106
| сайт                     = 
```

}}
Аборино — деревня в Богородском городском округе Московской области России, входит в состав сельского поселения Аксёно-Бутырское.

## Население
| 1852 | 1859 | 1890 | 1926 | 2002 | 2006 | 2010 |
| ---- | ---- | ---- | ---- | ---- | ---- | ---- |
| 49   | ↘43  | ↘20  | ↗166 | ↘106 | ↘94  | ↘69  |

## География
Деревня Аборино расположена на востоке Московской области, в западной части Ногинского района, примерно в 27 км к востоку от Московской кольцевой автодороги и 12 км к западу от центра города Ногинска.
В 2 км к юго-западу от деревни проходит Монинское шоссе Р109, в 3,5 км к югу — Горьковское шоссе М7, в 8 км к северу — Щёлковское шоссе А103, в 11 км к востоку — Московское малое кольцо А107. В 1 км от деревни протекает река Клязьма. Ближайшие населённые пункты — деревни Бездедово, Корпуса и Стулово.
В деревне две улицы — Лесная сказка и Набережная; приписано садоводческое товарищество (СНТ).
Связана автобусным сообщением с городом Ногинском и посёлком городского типа Монино.

## История
Название связано с некалендарным мужским именем Обора.
В середине XIX века деревня относилась ко 2-му стану Богородского уезда Московской губернии и принадлежала титулярному советнику Константину Павловичу Нарышкину, в деревне было 5 дворов, крестьян 24 души мужского пола и 25 душ женского.
В «Списке населённых мест» 1862 года — владельческая деревня 2-го стана Богородского уезда Московской губернии по правую сторону Мало-Черноголовского тракта (между Владимирским шоссе и Стромынским трактом), в 15 верстах от уездного города и 8 верстах от становой квартиры, при колодце, с 9 дворами и 43 жителями (20 мужчин, 23 женщины).
По данным на 1890 год — деревня Шаловской волости 2-го стана Богородского уезда с 20 жителями, при деревне работала шёлкоткацкая фабрика крестьянина Никиты Тихонова, на которой трудилось 9 рабочих.
В 1913 году — 23 двора.
По материалам Всесоюзной переписи населения 1926 года — деревня Бездедовского сельсовета Пригородной волости Богородского уезда в 3,7 км от Владимирского шоссе и 10,7 км от станции Богородск Нижегородской железной дороги, проживало 166 жителей (76 мужчин, 90 женщин), насчитывалось 31 хозяйство, из которых 29 крестьянских, имелась школа 1-й ступени.
С 1929 года — населённый пункт Московской области.
Административно-территориальная принадлежность
1929—1930 гг. — деревня Бездедовского сельсовета Богородского района.
1930—1939 гг. — деревня Бездедовского сельсовета Ногинского района.
1939—1963, 1965—1994 гг. — деревня Балобановского сельсовета Ногинского района.
1963—1965 гг. — деревня Балобановского сельсовета Орехово-Зуевского укрупнённого сельского района.
1994—2006 гг. — деревня Балобановского сельского округа Ногинского района.
С 2006 года — деревня сельского поселения Аксёно-Бутырское Ногинского муниципального района.
С 2018 года — деревня сельского поселения Аксёно-Бутырское Богородского городского округа.